# Ендрю Джефкоут
Ендрю Джефкоут (англ. Andrew Jeffcoat, 22 липня 1999) — новозеландський плавець. Учасник Чемпіонату світу з водних видів спорту 2022, де на дистанціях 50 і 100 метрів на спині посів, відповідно, 13-те і 18-те місця.
.